# Volt France
Volt France (Kurzbezeichnung: Volt) ist eine sozialliberale politische Partei in Frankreich und der französische Zweig von Volt Europa.

## Inhaltliches Profil
Das Hauptaugenmerk von Volt liegt auf der Reform und Weiterentwicklung der Europäischen Union, die transparenter und partizipativer werden soll. Die Partei will die Strukturen der EU demokratischer gestalten, den EU-Präsidenten direkt wählen lassen und eine europäische Regierung. Das Europäische Parlament soll ein Initiativrecht erhalten, um selbst Gesetze zu erlassen und Mehrheitsentscheidungen im Europäischen Rat anstelle der Einstimmigkeit einzuführen.
Flankiert werden soll dies durch eine gemeinsame europäische Sicherheits- und Verteidigungspolitik, die Förderung der grünen Wirtschaft und die Stärkung der Arbeitnehmerrechte.
Volt kritisierte die Umsetzung der Rentenreform in Frankreich 2023 und rief dazu auf, die Debatten im Parlament fortzusetzen und öffentliche Debatten wie die über den Klimawandel zu organisieren, um einen öffentlichen Konsens und mehr Solidarität zwischen den Generationen zu schaffen.
Die Partei setzt sich für eine beschleunigte ökologische Transformation und eine nachhaltige Wirtschaft mit Fokus auf kleine und mittlere Unternehmen ein. Volt setzt sich für den Ausbau von Erasmus und die Förderung von Kultur ein. Migration soll europäisch kontrolliert werden und EU-Staaten solidarisch zusammenstehen.

## Geschichte
Volt Frankreich wurde im Februar 2018 gegründet und im August desselben Jahres offiziell als Partei registriert. Die Motivation für die Gründung war der zunehmende Populismus in ganz Europa, der die Gründer beunruhigte und im Brexit gipfelte. Daher sahen sie sich in der Verantwortung, etwas zu unternehmen, um Europa voranzubringen.
Die Partei plante zunächst, bei den Europawahlen 2019 mit Colombe Cahen-Salvador und Louis Drounau als Spitzenkandidaten anzutreten, und stellte dafür eine Liste auf. Aufgrund mangelnder Finanzierung konnte die Partei jedoch nicht antreten. Bei den Kommunalwahlen 2020 trat die Partei erstmals in verschiedenen Städten an.
Im Oktober 2021 wurden Fabiola Conti und Sven Franck zu Vorsitzenden gewählt, Cécile Richard und Adrien Copros wurden im September 2023 zu ihren Nachfolgern gewählt.

## Wahlen

### Kommunalwahlen 2020
Volt hat an den französischen Kommunalwahlen 2020 in einigen Städten teilgenommen, aber kein Mandat errungen:
- In Paris trat Volt im 9. Arrondissement mit einer eigenen Liste an und erreichte im ersten Wahlgang 0,52 %.[11]

- In Lyon trat die Partei zusammen mit 100 % Citoyens an und erreichte 4,15 % der Stimmen.[12][13]

- In Lille kandidierte Volt im Bündnis LilleVerte2020 zusammen mit l'EELV, Génération.s, Génération Écologie und Diem25. Die Liste erhielt 24,3 % und 18 Mandate, von denen jedoch keines an Volt ging.[14][15]
- In Villeurbanne trat Volt gemeinsam mit 100 % Citoyens an und erreichte 1,59 %.[16]

### Regional- und Kommunalwahlen 2021
Volt nahm an den Regionalwahlen 2021 in der Region Île-de-France mit einer Liste bestehend aus Volt, Pace-Nous Citoyen, A Nous la Démocratie teil und erreichte 0,17 % (3629 Stimmen). In der Region Hauts-de-France erreichte die gemeinsame Liste von Pace, Volt, Allons Enfants und Nous Citoyens 0,5 % (6700 Stimmen). In beiden Regionen wurde der zweite Wahlgang nicht erreicht.
In der Bretagne schlug Volt eine gemeinsame Liste von LREM, TdP, MoDem, UDI, Agir und Volt vor, die im ersten Wahlgang 15,53 %, im zweiten Wahlgang 14,75 % und 9 Mandate erreichte, von denen jedoch keines an Volt ging.
Die Partei nahm auch an den Departementswahlen in Straßburg 1 (1,16 %) und in Aix-en-Provence-2 (0,59 %) teil.

### Parlamentswahlen 2022
Bei den Parlamentswahlen 2022 war Volt in 12 der 566 Wahlkreise in Frankreich und den Überseegebieten und in 5 der 11 Wahlkreise für Franzosen im Ausland vertreten. Insgesamt war Volt mit Kandidaten in 17 von 577 Wahlkreisen vertreten. Ihr bestes Ergebnis in den nationalen Wahlkreisen erzielte die Partei im 5. Wahlkreis des Départements Pyrénées-Atlantiques mit 3,25 %. Das beste Gesamtwahlergebnis erzielte Volt im 7. Wahlkreis der Auslandsfranzosen (Mitteleuropa) mit 4,97 %.
Nach der Wahl kam es in Nantes zu einer Kontroverse, nachdem ein Teil der Wahlzettel für Volt nicht geliefert wurde, so dass in einigen Wahllokalen keine Wahlzettel für Volt zur Verfügung standen. Die Partei reichte daraufhin eine Beschwerde beim Verfassungsgericht ein.

### Europawahl 2024
Im Oktober 2023 nominierte die Partei Sven Franck und Rayna Stamboliyska als Spitzenkandidaten für die Europawahl 2024. Am 8. Februar gab Volt gemeinsam mit den Parteien Régions et peuples solidaires und Parti radical de gauche bekannt, bei der Europawahl zu kooperieren und mit einer gemeinsamen Liste antreten zu wollen. Im März stellten die Parteien ihre gemeinsame Liste Europe Territoires Écologie vor, welche neben Volt aus den Parteien Parti radical de gauche, Régions et peuples solidaires, Collectif des social-démocrates réformateurs, Mouvement des progressistes und Mouvement des citoyens besteht.
Um an die Dringlichkeit zu erinnern, zur Wahl zu gehen und die Bedeutung Europas zu verdeutlichen, durchquerten Vertreter der Partei im Februar Frankreich mit einer Europaflagge entlang des Weges der olympischen Flamme.